# Giuseppe Domenichelli
Giuseppe Domenichelli (Milano, 31 luglio 1877 – Bologna, 13 marzo 1965) è stato un ginnasta italiano vincitore di due medaglie d'oro olimpiche nel concorso a squadre.
La prima la vinse ai Giochi della V Olimpiade a Stoccolma (squadra composta, oltre da Domenichelli, da Pietro Bianchi, Guido Boni, Alberto Braglia, Carlo Fregosi, Alfredo Gollini, Francesco Loi, Luigi Maiocco, Giovanni Mangiante, Lorenzo Mangiante, Serafino Mazzarocchi, Guido Romano, Paolo Salvi, Luciano Savorini, Adolfo Tunesi, Giorgio Zampori, Umberto Zanolini, Angelo Zorzi) e la seconda ai Giochi della VII Olimpiade ad Anversa (squadra composta, oltre dallo stesso Domenichelli, da Arnaldo Andreoli, Ettore Bellotto, Pietro Bianchi, Fernando Bonatti, Luigi Cambiaso, Carlo Costigliolo, Luigi Costigliolo, Roberto Ferrari, Carlo Fregosi, Romualdo Ghiglione, Ambrogio Levati, Francesco Loi, Vittorio Lucchetti, Luigi Maiocco, Ferdinando Mandrini, Lorenzo Mangiante, Antonio Marovelli, Michele Mastromarino, Giuseppe Paris, Manlio Pastorini, Ezio Roselli, Paolo Salvi, Giovanni Tubino, Giorgio Zampori e Angelo Zorzi).